# آبااوی‌آلپار
آبااوی‌آلپار (مجاری: Abaújalpár) یک سکونتگاه مسکونی در مجارستان است که در بورشود-آبااوی-زمپلن واقع شده‌است.